# Tone Ljubič
Tone Ljubič, slovenski učitelj in pisatelj, * 25. junij 1908, Trst, † 27. november 1992.
Tone Ljubič je napisal zbirko pravljic Ljudske pripovedke iz Dobrepolj.